# Cambricon Technologies
Cambricon Technologies (chinesisch: 寒武紀科技; pinyin: Hánwǔjì Kējì) ist ein staatseigenes börsennotiertes chinesisches Technologieunternehmen mit Hauptsitz in Peking. Das Unternehmen stellt Kernprozessorchips für den Einsatz im Bereich der künstlichen Intelligenz (KI) her. Aufgrund der ähnlichen Ausrichtung wurde es mit Nvidia verglichen, Cambricon ist jedoch aufgrund seines Ursprunges in einem Forschungsprojekt der Chinesischen Akademie der Wissenschaften ein spezifisches Produkt des chinesischen Staatskapitalismus.

## Geschichte
Das Unternehmen geht auf ein 2008 ins Leben gerufenes Projekt der Chinesischen Akademie der Wissenschaften zurück, welches das Ziel hatte, einen vom menschlichen Gehirn inspirierten Prozessorchip zu entwickeln, der auf Deep Learning spezialisiert ist. Im März 2016 wurde das Cambricon-Projekt in ein eigenständiges Unternehmen ausgegliedert. Die Brüder Chen Yunji und Chen Tianshi waren Mitbegründer des Unternehmens Cambricon, das Halbleiter aus dem Forschungsprojekt auf den Markt bringen sollte. Der Name des Unternehmens leitet sich von der kambrischen Explosion ab.
Im Juni 2018 wurde Cambricon mit 2,5 Milliarden US-Dollar bewertet und ist damit eines der wertvollsten KI-Startups in China. Zu den frühen Investoren gehörten die Alibaba Group, Lenovo und iFlytek. Zu diesem Zeitpunkt hatte das Unternehmen bereits KI-Chips für Smartphones und Server für große Unternehmen wie Huawei hergestellt. Huawei beschloss jedoch, seine eigenen KI-Chips von seiner Tochtergesellschaft HiSilicon zu verwenden, was Cambricons Umsätze stark beeinträchtigte.
Am 20. Juli 2020 führte Cambricon seinen Börsengang durch und wurde an dem STAR Market der Shanghai Stock Exchange gelistet. Der Börsengang generierte für Cambricon Kapital in Höhe von 369 Millionen US-Dollar für Investitionen und Forschungsausgaben.
Ende 2022 wurde Cambricon von den Vereinigten Staaten auf die Sanktionsliste gesetzt. Aufgrund der US-Sanktionen hatte das Unternehmen Schwierigkeiten mit dem Zugang zu fortschrittlichen Fertigungsverfahren, was seine Produkte weniger wettbewerbsfähig machte und blieb deswegen hauptsächlich auf staatliche und staatsnahe Abnehmer angewiesen. Im Rahmen von Sparmaßnahmen entließ Cambricon 2023 die Hälfte der Mitarbeiter seiner Abteilung für autonomes Fahren. Im Februar 2024 meldete Cambricon für das abgelaufene Jahr einen Jahresverlust und damit das siebte Verlustjahr in Folge, obwohl die Verluste geringer waren als 2022.
Im Verlauf des Jahres 2024 stieg der Aktienkurs von Cambricon um 500 Prozent an, was auf verstärkte Bemühungen der chinesischen Regierung zurückzuführen war, von ausländischen Halbleitern unabhängig zu werden. So wurde Druck auf chinesische Unternehmen ausgeübt, von Nvidia-Prozessoren auf lokale Alternativen umzusteigen, was Cambricon begünstigte. Im Januar 2025 meldete Cambricon zudem sein erstes positives Quartalsergebnis für das Schlussquartal des Vorjahres.